# Michali (rejon niejski)
Michali (ros. Михали) – wieś (sieło) w Rosji, w obwodzie kostromskim, w rejonie niejskim. W 2010 liczyła 241 mieszkańców.